# Eremaeozetes tsavoensis
Eremaeozetes tsavoensis är en kvalsterart som beskrevs av Sandór Mahunka 1987. Eremaeozetes tsavoensis ingår i släktet Eremaeozetes och familjen Eremaeozetidae. Inga underarter finns listade i Catalogue of Life.